# Krekelzanger
De krekelzanger (Locustella fluviatilis) is een zangvogel uit de familie Locustellidae, uit het geslacht van de Locustella-zangers (Locustella) met nauw verwante soorten als sprinkhaanzanger en snor.

## Kenmerken
De vogel is 14,5 tot 16 cm lang. De krekelzanger is olijfbruin met een vuilwitte onderzijde en de borst en keel hebben wat strepen en vlekken. De staart is lang, getrapt en afgerond. Krekelzangers zijn schuw: ze bewegen zich in dichte vegetatie met hun kop op gelijke hoogte als het lichaam. Tijdens het zingen kruipt het mannetje langzaam omhoog in de struiken. De zang bestaat uit een langdurig, snel ritme dze-dze-dze-dze, echter minder snel en lang dan de zang van de Sprinkhaanzanger.

## Verspreiding en leefgebied
De vogel komt voor tussen Duitsland, het zuiden van Finland, het westelijke gedeelte van de Oeral en Hongarije in het zuiden. Hij leeft in dichte rietvegetatie bij plassen, rivieren, in vochtige loofbossen en uitgestrekte rietlanden. Krekelzangers trekken in augustus of september naar de oostkust van Afrika en keren in april of mei terug.

### Voorkomen in Nederland
De krekelzanger is een zeldzame verschijning in Nederland, maar toch worden er jaarlijks in de trektijd wel enkele vogels waargenomen. Tot 1994 waren er in totaal 80 gedocumenteerde gevallen, maar sindsdien wordt het niet meer bijgehouden. Een broedgeval is nog nooit met zekerheid vastgesteld.

## Broeden
De krekelzanger broedt in dichte vegetatie dicht bij de grond, op zo'n 30-40 centimeter hoogte. Het nest bestaat uit bladeren, gras, stengels, de binnenkant uit fijn gras met wat haren. Meestal wordt het nest gesteund door een tak of een ander stevig element. In mei of juni worden 4-5 witte eieren met roestbruine vlekken gelegd, die in 13 dagen hoofdzakelijk door het vrouwtje worden uitgebroed. De jongen worden door beide ouders gevoed en verlaten na 11-15 dagen het nest. Soms wordt twee keer gebroed.

## Voedsel
Krekelzangers eten insecten, larven en spinnen.

## Status
De grootte van de populatie werd in 2021 ruw geschat op 3,0 tot 5,5 miljoen individuen. Men veronderstelt dat de soort in aantal afneemt, toch staat de krekelzanger als niet bedreigd op de Rode Lijst van de IUCN.